# МТ-Т
МТ-Т (Многоцелевой Тягач — Тяжёлый) или «Эней» (Изделие 429АМ) — тяжёлый многоцелевой гусеничный транспортёр-тягач.
Предназначен для транспортировки различных грузов в кузове и буксировки артсистем или прицепов в условиях бездорожья. Создан с использованием элементов шасси среднего и основного танка Т-64. Заменил в ВС Союза ССР АТ-Т.

## Конструкция

### Корпус
Корпус МТ-Т представляет собой цельносварную коробку несущей конструкции, закрытой пластиком. В передней части корпуса расположена кабина, в средней части моторно-трансмиссионное отделение, а в кормовой части — кузов. Кабина по конструкции — каркасная, с несущей наружной обшивкой, металлическая, полностью герметизированная, двухдверная, с двумя люками на крыше. Кузов открытого типа, сварной, с откидным задним бортом и четырьмя откидными сиденьями. Кузов транспортёра оборудовался световой сигнализацией, переговорными устройствами и мог закрываться тентом из брезентовой ткани.

### Двигатель и трансмиссия
В МТ-Т установлен V-образный 12-цилиндровый четырёхтактный многотопливный быстроходный жидкостного охлаждения с непосредственным впрыском топлива дизельный двигатель В-46-4 мощностью 710 л.с..

### Ходовая часть
Ходовая часть МТ-Т максимально унифицирована с танком Т-64 и состоит из семи пар опорных катков с внутренней амортизацией и четырёх пар поддерживающих катков. В задней части машины находятся направляющие колёса, в передней — ведущие. Гусеничная лента — металлическая мелкозвенчатая с параллельным резино-металлическим шарниром, состоит из 87 траков, соединённых скобами и гребнями. Подвеска МТ-Т — независимая торсионная.

## Машины на базе
На базе многоцелевого тягача — тяжёлого (МТ-Т) созданы:
- БАТ-2 — путепрокладчик;
- БГ-1 — бульдозер гусеничный;
- КГС-25 — кран специальный на быстроходном гусеничном ходу;
- МДК-3 — котлованная машина;
- УПГ-92 — установка самоходная порошкового пожаротушения импульсного действия;
- БТМ-4М — быстроходная траншейная машина.

В 1980 году в Союзе ССР на основе МТ-Т началась работа над созданием новой модификацией антарктического вездехода — «Харьковчанка-3». Проект был закрыт в связи с развалом Союза.

## Технические характеристики
- Масса заправленной машины, т — 25
- Максимальная сила тяги на крюке, т — 25
- Скорость движения, км/ч:
  - максимальная по шоссе — 65
  - минимальная — 4
  - средняя по сухой грунтовой дороге — 34—40
  - задним ходом — 4,5

- Запас хода по топливу, км — 500
- Расход топлива на 100 км пути, л — 260—330
- Лебедка:
  - тяговое усиление, т — 25
  - длина троса, м — 100

- Среднее удельное давление на грунт, кг/см:
  - с грузом 12,5 т. в кузове — 0,75
  - без груза в кузове — 0,5

- Максимальная глубина преодолеваемого брода, м — 1,3
- Максимальный преодолеваемый угол подъёма (спуска), град. — 32
- Диапазон рабочих температур окружающего воздуха, °С — от −45 до +40